# ヴィオラ
- ヴィオラ
- ビオラ

ヴィオラ（Viola）は、西洋音楽で使われるヴァイオリン属の弦楽器である。合奏や重奏の中では中音部を受け持つ。しばしば「Va」「Vla」と略記される。ビオラとも表記される。ヴィオラ演奏者をヴィオリスト（violist）という。
独奏楽器としての作曲は多くないが、近代以降では独奏曲も数多く作られるようになってきている。

## 構造
同じヴァイオリン属のヴァイオリンとほぼ同じ構造で、同様に顎に挟んで演奏する。
ヴァイオリンに比べ音域を五度下げ低音を出す必要から全体が大きくなっていて、特に厚みが増している。

### 大きさ
大きさはヴァイオリンに比べ、胴長が50 mmほど大きいといわれるが、ヴィオラの大きさは390 mmほどから420 mmを超えるものまでばらつきがある。アントニオ・ストラディヴァリはコントラルトヴィオラ（CV）とテナーヴィオラの2種類のヴィオラを製作している。現在残された、木の内型によればコントラルトヴィオラの胴長は約41 cmで、テナーヴィオラの胴長は約47 cmである。音響的には大きい方が有利であるが、大きすぎると演奏が困難になるため、演奏者は演奏技術・体格との兼ね合いで自分の弾くヴィオラを選択することになる。日本では405 mmほどの大きさが好まれるが、世界的には小さめの寸法であり、ストラディヴァリが製作した寸法から410 mm程度が標準とされる。これは前述のコントラルトヴィオラの大きさをほぼ継承したものと言える。一方、アメリカ合衆国では大きなヴィオラが好まれ、あるヴィオラ製作コンクールでは「420 mmを超えるもの」という条件があるくらいである。また長さのみならず、共鳴箱の容積を大きくとるために厚みを厚めに設計したもの、幅を広めに設計したものなど形もまちまちである。
ヴィオラの大きさは、ヴァイオリンより音域が五度下がることから、科学的には、本来、胴長がヴァイオリン（360 mm程度）の1.5倍の540 mm程度で音が最も共鳴するのだが、それだと物理的に人間が演奏不可能となるので、410 - 430 mmで落ち着くことが多い。したがって、制作者はそれぞれ趣向を凝らし、厚みを加えたり、胴体を長くしたりして、制作者なりに最も映える音を模索し制作に至る。
もちろんヴィオラの音色は大きさのみによって決定されるものではないのでバシュメットのように標準的な寸法よりも若干小さめのヴィオラで魅力ある音色を出す演奏家もいるが、400 mm以下のヴィオラでは本当のヴィオラの音とは言いがたいというのが本格的な制作者にみられる認識である。弦は楽器全体の長さに応じてヴァイオリン用のものより長いだけではなく、同じ高さのヴァイオリンの弦より太い。弓は一般的にヴァイオリンのものよりやや短く、重量はやや重い。

## 調弦・記譜

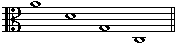
譜例: 調弦

通常はまずチューナーや音叉などでA線を調弦し、そこから、完全5度ずつ下に向かって、ニ（D4、レ）、ト（G3、ソ）、ハ（C3、ド）であり、第4弦のハ音は中央ハ音の完全8度（オクターヴ）下の音となる。この調弦はヴァイオリンより完全5度低く、チェロより1オクターヴ高い。
基本的にアルト記号（ハ音記号）で楽譜に書かれるが、高音部にはト音記号も使われる。

## 演奏法
ヴァイオリンとほぼ同じく、楽器を左肩に乗せ、顎で押さえて楽器を固定し、左手の指で弦を押さえて音程を決める。右手は弓で楽器の弦をこすって音を出す。このため、ヴィオラは擦弦楽器に分類される。
また、隣接する弦を同時に鳴らす、重音奏法と呼ばれる特殊な演奏法により、完全五度の重音を奏でることが可能である。
ヴィオラ用の練習曲や教本においても、ヴァイオリン用に作られたものを5度音程を下げて編曲したものが広く使われている（セブシック「SCHOOL OF TECHNIQUE for VIOLA」、カール・フレッシュ「音階教本」など）。もとは既成のヴァイオリンやチェロのための作品を書き改めて演奏することが多くある。
ほかの弦楽器と同じく、同一曲内で別の楽器に持ち替えることはほとんどないが、次の曲ではヴァイオリンと持ち替える。
- リヒャルト・シュトラウス『エレクトラ』
- アルノルト・シェーンベルク『月に憑かれたピエロ』
- ジェイムズ・ディロン『あなたは誰を愛してるの?』

## 主なヴィオラ曲
- J. S. バッハ - ブランデンブルク協奏曲第6番 変ロ長調 BWV 1051
- テレマン - ヴィオラ協奏曲 ト長調
- ホフマイスター - ヴィオラ協奏曲 ニ長調
- ベルリオーズ - 交響曲「イタリアのハロルド」Op. 16 （ヴィオラとオーケストラ）
- シューマン - 「おとぎの絵本」Op.113（独奏ヴィオラとピアノ）
- ブラームス - ヴィオラソナタ第1番ヘ短調 Op. 120-1、第2番変ホ長調 Op. 120-2
- メンデルスゾーン - ヴィオラソナタ ハ短調
- ヴュータン - ヴィオラソナタ 変ロ長調 Op. 36
- ヴュータン - 「エレジー」Op. 30
- ウォルトン - ヴィオラ協奏曲
- グリンカ - ヴィオラソナタ ニ短調
- ヒンデミット - 無伴奏ヴィオラソナタ Op. 11-5、Op. 25-1、Op. 31-4、1937年作曲の作品
- ヒンデミット - ヴィオラソナタ Op. 11-4、Op. 25-4、1939年作曲の作品
- ヒンデミット - ヴィオラ協奏曲「白鳥を焼く男」
- ヒンデミット - 「葬送音楽」（ヴィオラと弦楽合奏）
- ヒンデミット - 室内音楽第5番 Op. 36-4
- レーガー - 3つの無伴奏ヴィオラ組曲 Op. 131d
- バルトーク - ヴィオラ協奏曲（遺作）Sz. 120
- ブリテン - 「ラクリメ―ダウランドの歌曲の投影」Op. 48（ヴィオラとピアノ、作曲者自身による弦楽合奏伴奏編曲が存在）
- ショスタコーヴィチ - ヴィオラソナタ Op. 147
- 武満徹 - 「ア・ストリング・アラウンド・オータム」（ヴィオラ協奏曲）
- クシシュトフ・ペンデレツキ - ヴィオラ協奏曲
- アルフレート・シュニトケ - ヴィオラ協奏曲

### ヴィオラが活躍する楽曲
- モーツァルト - 協奏交響曲 変ホ長調 K. 364（ヴァイオリンとヴィオラと管弦楽）
- モーツァルト - ヴァイオリンとヴィオラのための二重奏曲 ト長調 K. 423、変ロ長調 K. 424
- モーツァルト - クラリネット、ヴィオラとピアノのための三重奏曲 変ホ長調 K. 498「ケーゲルシュタット・トリオ」
- シューマン - 「おとぎ話」Op. 132（ヴィオラ、クラリネット、ピアノ）
- ブルッフ - クラリネット、ヴィオラと管弦楽のための協奏曲 ホ短調
- ドビュッシー - フルート、ヴィオラとハープのためのソナタ
- 武満徹 - 「そして、それが風であることを知った」（フルート、ヴィオラ、ハープ）
- リヒャルト・シュトラウス - 交響詩『ドン・キホーテ』Op. 35（一部独奏ヴィオラを伴う）
- アドルフ・アダン - バレエ音楽「ジゼル」（一部独奏ヴィオラを伴う）
- カール・マリア・フォン・ウェーバー　歌劇『魔弾の射手』（一部独奏ヴィオラを伴う）

## 主なヴィオラ奏者
ヴィオラの独奏楽器としての地位を発掘した演奏家（ヴィオリスト）は、20世紀初頭から現代まで少なからず存在する。彼らの登場までヴィオラは、長らく独奏楽器としては無視された存在であった。現在でも「ヴィオラの第一人者なんてものはいない。（それほどの腕があればヴァイオリンへ鞍替えしてしまう）」「ストラディヴァリウスを盗まれたくなければヴィオラのケースに入れておけ（誰も手を出さない）」というジョークが残っている。現在はヴィオラ専門または活動の中心に据える独奏者も少なくないが、全体としてはヴァイオリンと掛け持ちで活動している奏者が多い。オーケストラや弦楽四重奏団ではヴィオラ奏者はほぼ固定され、ヴァイオリンと持ち替えることは少ない。
詳細はヴィオリスト#著名なヴィオリストの一覧またはクラシック音楽の演奏家一覧#ヴィオラ奏者を参照。